# Claude Adam
Natan Almeida de Freitas (nascido em 20 de Abril de 1986 em Rio de Janeiro, RJ) é um escritor, roteirista e dramaturgo. Nascido em um lar religioso, sua vó evangélica protestante, o criou com dura e rígida educação. Quando criança uma de suas tias a levava pra assistir tv na casa da vizinha, tal ato fez ele se encantar pelas telenovelas. Mas como não podia assistir devido a proibição de sua vó, ele inventava algum motivo para despistá-la e conseguir obter êxito. Apesar de ter sido uma criança tímida, ele era um pouco rebelde. Foi criado pela vó Maria e sua Tia Matilde, enquanto sua mãe, Hosana, foi embora pra São Paulo tentar uma nova vida. Aos 4 anos, Natan foi morar com ela, mas não durou muito tempo. Voltou ao Ceará e ficou sendo educado pela vó. O menino cresceu sem nunca ter conhecido seu pai, que o abandonou ainda bebê. Natan começou a escrever aos 12 anos de idade, depois que ganhou um exemplar de um livro no colégio. Desde muito cedo, sua paixão pela literatura falou alto, e não mais parou. Ainda na infância frequentava a biblioteca de sua escola, se encantou pelos livros da escritora Inglesa Agatha Christie. Logo passou a ler também peças do dramaturgo Nelson Rodrigues. Sua primeira peça teatral Um Homem Inocente foi encenado em Moçambique em 2015. No ano de 2012 conseguiu a proeza de escrever 5 peças teatrais consecutivas. Em 2015 entra para um grupo fechado no Facebook, denominado DNA (Dramaturgia Novos Autores, com a finalidade de criar e formar autores amadores, que tinha a frente o também roteirista Miguel Rodrigues). Lá, ele desenvolve algumas webséries e se destaca entre os autores. Conhecido no mundo virtual, não dura muito para que seu talento seja reconhecido por outros grupos, que logo o convida para fazer parte do seleto cast de autores. Segundo ele, se diz muito sonhador, incansável e ama o que faz. Não é mais adepto das telenovelas de hoje. "As novelas de hoje perdeu a essência e sua boa estrutura". Palavras ditas por ele. Fã incondicional da novelista Ivani Ribeiro (1922 - 1995), que se identifica muito com as obras da autora, não só dela mas também em Janete Clair (1925 - 1983). Natan também é compositor, tendo já feito mais de 20 composições de canções evangélica.

OBRAS
Peças de Teatro
Perdão, Minha Filha! - 2012
Cama, mesa & Crime - 2012
A Serpente do Paraíso - 2012
A Viúva da Obsessão - 2012
Senhora dos Amantes - 2012
Sapato Vermelho ( monólogo)
Benjamin - 2013
A Mãe Pródiga - 2013
Nosso Filho - 2013
Um Homem Inocente - 2013
Irmãos Opostos - 2013
WebNovelas ( Facebook)
Doce Tentação - 2015
Terra de Ninguém - 2015
O Vidente - 2016
Especiais
A Família Borges
O Hóspede Oculto